# Miratesta celebensis
Miratesta celebensis é uma espécie de gastrópode  da família Planorbidae.
É endémica da Indonésia.
Os seus habitats naturais são: lagos de água doce.